# Лёгкие человека
Лёгкие у человека — парный орган дыхания. Лёгкие расположены в грудной полости, в левой и правой её половине, ограничивая по бокам органокомплекс средостения (сердце и др.). Они имеют форму полуконуса, основание которого лежит на диафрагме, а верхушка выступает на 1—3 см выше ключицы в область надплечья. Лёгкие имеют выпуклую рёберную поверхность (иногда на лёгких есть отпечатки от рёбер), вогнутую диафрагмальную и средостенную (медиастинальную) поверхность, обращённую к органам средостения. Все органы, расположенные посередине между лёгкими (сердце, аорта и ряд других кровеносных сосудов, трахея и главные бронхи, пищевод, тимус, нервы, лимфатические узлы и протоки), составляют средостение (mediastinum). На средостенной поверхности обоих лёгких имеется углубление — ворота лёгких. В них входят бронхи, лёгочная артерия и выходят две лёгочные вены. Лёгочная артерия ветвится параллельно ветвлению бронхов. На средостенной поверхности левого лёгкого расположено достаточно глубокое сердечное вдавление, а на переднем крае — сердечная вырезка. Основная часть сердца расположена именно здесь — слева от срединной линии.

## Описание
Правое лёгкое состоит из 3, а левое — из 2 долей. Скелет лёгкого образуют древовидно разветвляющиеся бронхи. Каждое лёгкое покрыто серозной оболочкой — лёгочной плеврой и лежит в плевральном мешке. Внутренняя поверхность грудной полости покрыта пристеночной плеврой. Снаружи каждая из плевр имеет слой железистых клеток (мезотелиоцитов), выделяющих серозную плевральную жидкость в плевральную полость (узкое щелевидное пространство между листками плевры).
Каждая доля лёгких состоит из сегментов — участков паренхимы, напоминающих обращённый вершиной к корню лёгкого неправильный усечённый конус, каждый из которых вентилируется сегментарным бронхом и соответствующей ветвью лёгочной артерии. Бронх и артерия занимают центр сегмента, а вены, по которым осуществляется отток крови от сегмента, располагаются в соединительнотканных перегородках между лежащими рядом сегментами. В правом лёгком обычно 10 сегментов (3 в верхней доле, 2 в средней и 5 в нижней), в левом лёгком — 8 сегментов (по 4 в верхней и нижней доле).
Ткань лёгкого внутри сегмента состоит из пирамидальной формы долек (лобул) длиной 25 мм, шириной 15 мм, основание которых обращено к поверхности. В вершину дольки входит бронх, который последовательным делением образует в ней 18—20 концевых бронхиол. Каждая из последних заканчивается структурно-функциональным элементом лёгких — ацинусом. Ацинус состоит из 20—50 респираторных бронхиол, делящихся на альвеолярные ходы; стенки тех и других густо усеяны альвеолами. Каждый альвеолярный ход переходит в концевые отделы — 2 альвеолярных мешочка.
Альвеолы представляют собой полушаровидные выпячивания и состоят из соединительной ткани и эластичных волокон, выстланы тончайшим альвеолярным эпителием и оплетены густой сетью кровеносных капилляров. В альвеолах происходит газообмен между кровью и атмосферным воздухом. При этом кислород и углекислый газ проходят в процессе диффузии путь от эритроцита крови до альвеолы, преодолевая суммарный диффузионный барьер из эпителия альвеол, базальной мембраны и стенки кровеносного капилляра, общей толщиной до 0,5 мкм, за 0,3 с. Диаметр альвеол — от 150 мкм у младенца до 280 мкм у взрослого и 300—350 мкм у пожилых людей. Количество альвеол у взрослого человека составляет 600—700 миллионов, у новорождённого младенца — от 30 до 100 млн. Площадь дыхательной поверхности лёгких изменяется от 30 м² при выдохе до 100 м² при глубоком вдохе (для сравнения, площадь кожного покрова человека равна 1,5—2,3 м²).
Таким образом, воздух доставляется к альвеолам через древовидную структуру — трахеобронхиальное дерево, начинающееся с трахеи и далее разветвляющееся на главные бронхи, долевые бронхи, сегментарные бронхи, междольковые, дольковые, внутридольковые бронхи, терминальные бронхиолы. По прошествии терминальных бронхиол, воздух попадет в респираторные отделы лёгкого.
Средняя высота правого лёгкого у мужчин — 27,1 см, у женщин — 21,6 см, в то время как левого — 29,8 и 23 см соответственно. По одним данным, средняя масса одного нормального лёгкого составила 374±14 г, а наибольшая масса — 470 г. По другим измерениям, сделанным у большего количества людей, средняя масса мужского правого лёгкого составила 455 г, женского — 401 г, средняя масса мужского левого лёгкого — 402 г, женского — 342 г. Общая ёмкость колеблется от 1290 до 4080 мл и в среднем составляет 2680 мл:370,371.
У детей ткань лёгких бледно-розового цвета. У взрослых ткань лёгких постепенно темнеет за счёт вдыхаемых частиц угля и пыли, которые откладываются в соединительнотканной основе лёгких.
Лёгкие обильно снабжены чувствительными, вегетативными нервами и лимфатическими сосудами.

## Вентиляция лёгких
При вдохе давление в лёгких ниже атмосферного, а при выдохе — выше, что даёт возможность воздуху двигаться в лёгкие из атмосферы и назад.
Обычный спокойный вдох связан с деятельностью мышц диафрагмы и наружных межрёберных мышц, если вдох интенсивный, подключаются некоторые другие (вспомогательные) мышцы туловища и шеи, такие как широчайшие мышцы спины, трапециевидные мышцы, грудино-ключично-сосцевидные мышцы и другие. При вдохе диафрагма опускается, рёбра поднимаются, расстояние между ними увеличивается. Обычный спокойный выдох происходит в большой степени пассивно, при этом активно работают внутренние межрёберные мышцы и некоторые мышцы живота. Интенсивный выдох происходит активно, с участием прямых мышц живота, подвздошно-рёберных мышц и других. При выдохе диафрагма поднимается, рёбра перемещаются вниз, расстояние между ними уменьшается.
Существует несколько видов дыхания:
- рёберное, или грудное;
- брюшное, или диафрагмальное;
- смешанное.

### Рёберное дыхание
В местах присоединения рёбер к позвоночнику есть пары мышц, крепящихся одним концом к ребру, а другим — к позвонку. Те мышцы, которые крепятся с дорсальной стороны тела, называются внешними межрёберными мышцами. Они расположены прямо под кожей. При их сокращении рёбра раздвигаются, раздвигая и приподнимая стенки грудной полости. Те мышцы, которые расположены с вентральной стороны, называются внутренними межрёберными мышцами. При их сокращении стенки грудной полости сдвигаются, уменьшая объём лёгких. Они используются при принудительном (активном) выдохе, так как обычный выдох происходит пассивно, за счёт эластичной тяги лёгочной ткани.

### Брюшное дыхание
Брюшное или диафрагмальное дыхание выполняется, в частности, с помощью диафрагмы. Диафрагма имеет в расслабленном состоянии форму купола. При сокращении мышц диафрагмы купол становится плоским, в результате чего объём грудной полости увеличивается, а объём брюшной полости уменьшается. При расслаблении мышц диафрагма принимает исходное положение за счёт её упругости, перепада давления и давления органов, находящихся в брюшной полости.

## Ёмкость лёгких
Полная ёмкость лёгких равна 5000 мл, жизненная (при максимальном вдохе и выдохе) — 3000—5000 мл и более; обычный вдох и выдох составляет около 400—500 мл (так называемый дыхательный объём). Максимально глубокий вдох составляет около 2000 мл воздуха. Максимальный выдох также составляет около 2000 мл. После максимального выдоха в лёгких остаётся воздух в количестве около 1500 мл, называемый остаточным объёмом лёгких. После спокойного выдоха в лёгких остаётся примерно 3000 мл. Этот объём воздуха называется функциональной остаточной ёмкостью (ФОЁ) лёгких. Благодаря функциональной остаточной ёмкости лёгких в альвеолярном воздухе поддерживается относительно постоянное соотношение содержания кислорода и углекислого газа, так как ФОЁ в несколько раз больше дыхательного объёма. Только около 2⁄3 дыхательного объёма достигает альвеол; эта величина называется объёмом альвеолярной вентиляции. Диагностическая процедура измерения объёма лёгких (спирометрия) выполняется с помощью специального прибора — спирометра, через который пропускается выдыхаемый человеком воздух.

## Регуляция дыхания
Дыхание регулируется дыхательным центром. Одни рецептивные поля находятся в районе дыхательного центра на границе между продолговатым мозгом и задним. Рецепторы, с помощью которых происходит регуляция дыхания, располагаются на кровеносных сосудах (хеморецепторы, реагирующие на концентрацию углекислого газа и, в меньшей степени, кислорода), на стенках бронхов (барорецепторы, реагирующие на давление в бронхах). Некоторые рецептивные поля находятся в каротидном синусе (место расхождения внешних и внутренних сонных артерий).
Также симпатическая и парасимпатическая нервные системы могут изменять просвет бронхов.

## Второстепенные функции лёгких
Кроме своей основной функции — газообмена между атмосферой и кровью — лёгкие выполняют в организме человека (и млекопитающих) ряд других функций:
- Изменение pH крови, облегчение изменения в парциальном давлении углекислого газа.
- Преобразование ангиотензина I в ангиотензин II под действием ангиотензинпревращающего фермента.
- Амортизация сердца, предохранение его от ударов.
- Выделение иммуноглобулина-А и антимикробных соединений в бронхиальный секрет, защищая организм от респираторных инфекций[10]. Слизь бронхов содержит гликопротеины с антимикробным действием, такие как муцин, лактоферрин[11], лизоцим, лактопероксидаза[12][13].
- Мерцательный эпителий бронхов является важной системой защиты от инфекций, передающихся воздушно-капельным путём. Частицы пыли и бактерии во вдыхаемом воздухе попадают в слизистый слой, присутствующий на поверхности слизистой оболочки дыхательных путей, и перемещаются вверх к глотке мерцательным движением ресничек, покрывающих эпителий.
- Обеспечение воздушного потока для создания звуков голоса.
- Лёгкие служат резервуаром крови в организме. Объём крови в лёгких составляет около 450 миллилитров, в среднем около 9 процентов от общего объёма крови всей системы кровообращения. Это количество легко может изменяться в два раза в ту или другую сторону от нормального объёма. Потеря крови из большого круга кровообращения при кровотечении может быть частично компенсирована выбросом крови из лёгких в кровеносную систему[14].
- Терморегуляция за счёт испарения воды с поверхности альвеол в выдыхаемый воздух (более важна для животных, лишённых потовых желёз, чем для человека).

## Заболевания
Органы дыхания поражаются актиномикозом, аспергиллёзом, гриппом, кандидамикозом, ОРЗ, туберкулёзом, сифилисом и другими инфекциями. При СПИДе может развиться пневмоцистоз.
Паразитарные болезни, поражающие лёгкие, — акариаз лёгочный, альвеококкоз, аскаридоз, метастронгилёз, парагонимоз, стронгилоидоз, томинксоз, тропическая лёгочная эозинофилия, шистозомоз, эхинококкоз и др.
Из другой патологии встречаются различные пороки развития лёгких (агенезия, аплазия, гипоплазия, врождённая локализованная эмфизема лёгкого и т. д.), свищи, пневмопатии, онкологические заболевания (рак лёгкого, кисты), наследственно обусловленные заболевания (например, муковисцидоз) и т. д. Повреждение сосудов грудной стенки может обусловить гемоторакс, а повреждение лёгочной ткани — пневмоторакс.
К заболеваниям лёгких предрасполагает курение, отравление выхлопными газами, работа на вредном производстве (пневмокониозы).
См. также: бронхиальная астма, бронхит, лёгочное сердце, пневмония.

## Органогенез и развитие
Лёгкие человека закладываются на третьей неделе внутриутробного развития. На четвёртую неделю возникают две бронхолёгочные почки, которые разовьются соответственно в бронхи и лёгкие. Бронхиальное дерево формируется от пятой недели до четвёртого месяца. На четвёртом-пятом месяце закладываются дыхательные бронхиолы, появляются первые альвеолы и формируются ацинусы. К моменту рождения количество долей, сегментов, долек соответствует количеству этих образований у взрослого человека.
Однако развитие лёгких продолжается и после рождения. В течение первого года жизни бронхиальное дерево увеличивается в полтора-два раза. Следующий период интенсивного роста соответствует половому созреванию. Появление новых разветвлений альвеолярных протоков заканчивается в период от 7 до 9 лет, альвеол — от 15 до 25 лет. Объём лёгких к 20 годам превышает объём лёгких у новорождённого в 20 раз. После 50 лет начинается постепенная возрастная инволюция лёгких, которая усиливается в возрасте свыше 70 лет.